# Bega (rivier in Zuidoost-Europa)
De Bega (Hongaars: Béga, Servisch: Begej / Бегеј) is een 254 kilometer lange rivier die door Roemenië (178 km) en Servië (76 km) stroomt. De rivier ontspringt in de Poiana Ruscăbergen, die deel uitmaken van de Karpaten. Bij Titel, in de Servische provincie Vojvodina, mondt ze uit in de Tisza, een belangrijke zijrivier van de Donau. De grootste stad langs de Bega is Timișoara, in Roemenië.
De Bega ontstaat door de vereniging van twee bronrivieren: de Bega Luncanilor en de Bega Poieni. Het totale stroomgebied van de rivier beslaat zo'n 2.878 km². Opmerkelijk is het beperkte verhang van slechts 18 cm per kilometer. Grote delen van de rivier zijn gekanaliseerd en bevaarbaar voor schepen.
- Library of Congress Control Number: sh2010013123
- Nationale Bibliotheek van Israël: 987007599957405171
- Virtual International Authority File: 315531498